# 工人国际先锋党
工人国际先锋党（英語：Workers International Vanguard Party，缩写为WIVP），原名工人国际先锋联盟，是南非的一个托洛茨基主义政党。该党起源于1985年成立的地下组织“托洛茨基主义革命者团体”。1991年，托洛茨基主义革命者团体成为重建第四国际工人国际南非支部。1996年，托洛茨基主义革命者团体退出重建第四国际工人国际，其多数成员转而建立了工人国际先锋联盟，保留重建第四国际工人国际南非支部名义的少数成员则于不久后停止了活动。
该党宣称自己是托洛茨基主义革命者团体的继承者。该党参与创建了反战联盟。2009年6月，该党成为国际列宁托洛茨基主义派的创始成员。